# Verein Bezirksmuseum Buchen
Der Verein Bezirksmuseum Buchen wurde 1911 in Buchen (Odenwald), einer Stadt im Neckar-Odenwald-Kreis in Baden-Württemberg, gegründet. Er betreibt das Bezirksmuseum Buchen und gibt die heimatkundlichen Schriftenreihen Der Wartturm und Zwischen Neckar und Main heraus.

## Geschichte

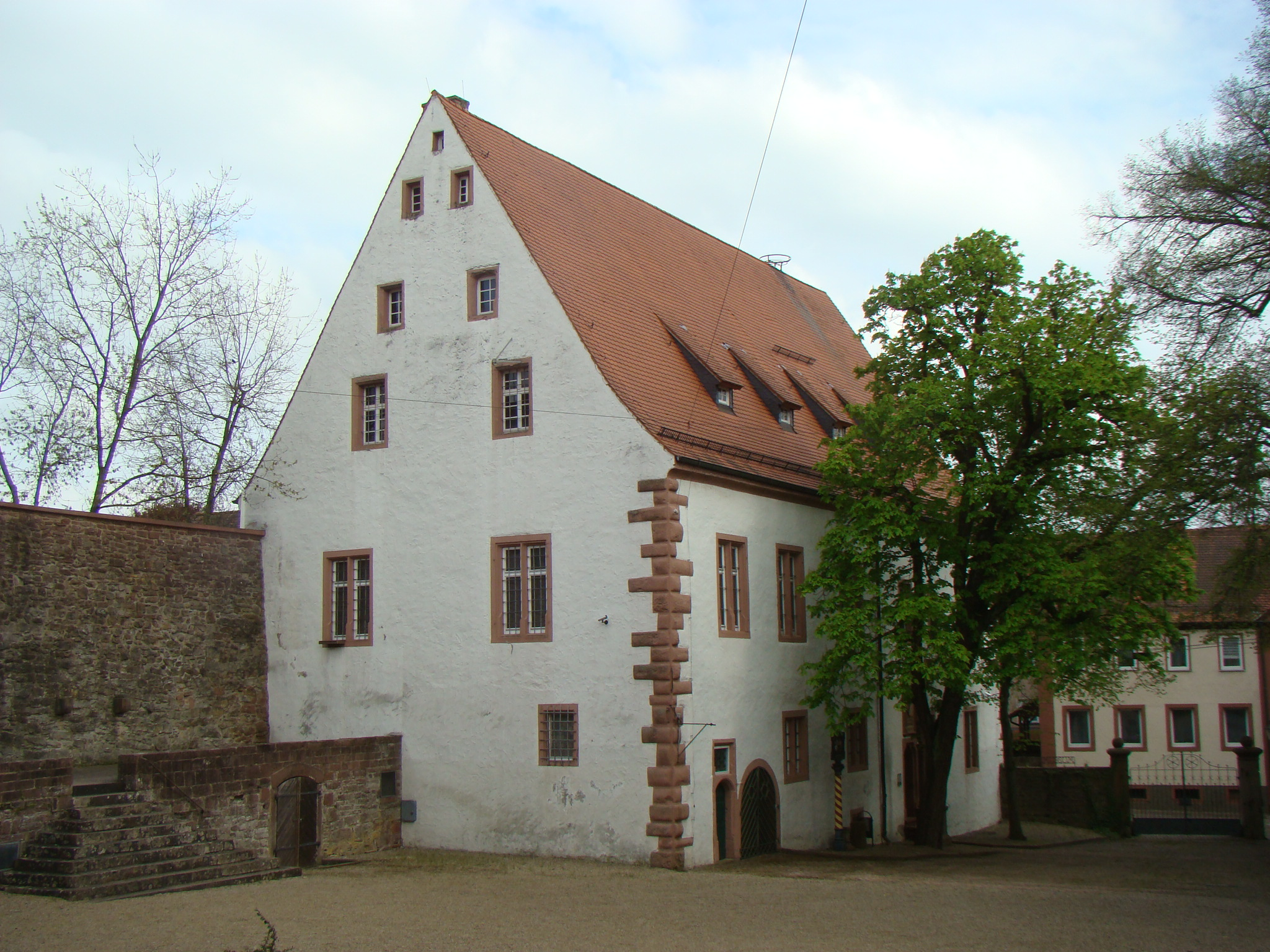
Bezirksmuseum Buchen, Alte Kellerei

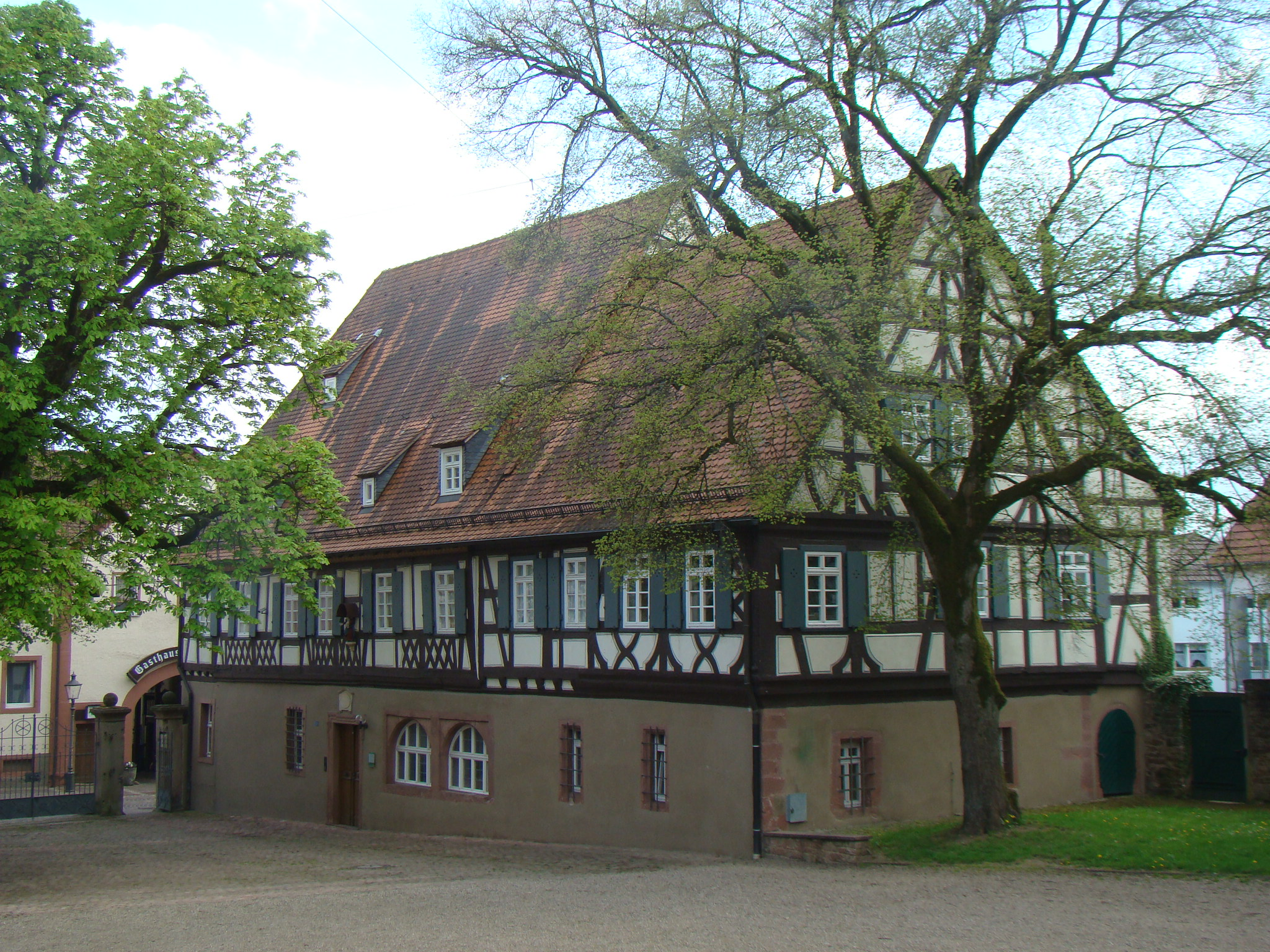
Bezirksmuseum Buchen, Altes Spital (Trunzerhaus)

Die Gründung des Bezirksmuseums in Buchen und seines Trägervereins geht auf den Lehrer Karl Trunzer (1856–1927) zurück, der im Vorfeld der Volkskunstausstellung aus Anlass der Silberhochzeit des badischen Großherzogspaares in Karlsruhe 1910 große Mengen an Volkskunst aus dem Odenwald zusammengetragen hat. Die Ausstellung wechselte dann von Karlsruhe nach Buchen, wo die Exponate vom 22. Dezember 1910 bis zum 2. Februar 1911 nochmals im Rathaussaal zu sehen waren. Mit Karl Hofacker, dem Direktor der Karlsruher Kunstgewerbeschule, konnte Trunzer einen Fürsprecher für die Gründung eines Museums in Buchen gewinnen. Dazu gründete sich am 13. Februar 1911 im Hotel Prinz Carl in Buchen der Verein Bezirksmuseum Buchen, der am 29. Juni 1913 mit bereits über 200 Mitgliedern in das Vereinsregister eingetragen wurde.
Bereits am 20. Juni 1915 konnte das Vereinsziel, die Einrichtung eines Museums für den Amtsbezirk Buchen, mit der Eröffnung des Museums in einem Nebengebäude der ehemaligen Kurmainzischen Kellerei erreicht werden. Lehrer Trunzer ging vollends in der Museumsarbeit auf und wurde ab 1919 vom Kultusministerium zur Ordnung des Museums beurlaubt. Trunzers Wohnhaus, das Alte Spital, ist inzwischen als Trunzerhaus Teil des Museums. In den folgenden Jahrzehnten wurde die Ausstellungsfläche des Museums beträchtlich erweitert. Ebenso wurden ein Medienraum, ein Magazin, eine Werkstatt und ein Büro des Vereins eingerichtet.

## Publikationen (Auswahl)
- Der Wartturm, erscheint vierteljährlich

In der Reihe Zwischen Neckar und Main erschienen unter anderem folgende Bände:
- Michael Sieber: Die Hollerbacher Malerkolonie: Ein Kapitel badischer Kunstgeschichte. Buchen 1980, ISBN 3-923-69901-8
- Alfred & Ludwig Schwerin: Die Jahresringe. Jugenderinnerungen, Briefwechsel, Biographie. Hrsg. von Helmut Brosch. Buchen: „Zwischen Neckar und Main 25“, 1988, ISBN 3-923699-13-1
- Kurt Andermann: Die Urkunden des Freiherrlich von Adelsheim'schen Archivs zu Adelsheim. Urkundenregesten (1291) 1303–1875. Buchen 1995